# امین الحموی
امین الحموی (زادهٔ ۱۷ دسامبر ۲۰۰۳) بازیکن فوتبال اهل عراق است که در پست مهاجم برای باشگاه فوتبال هلسینگبورگس در سوپرتان بازی می‌کند.
وی همچنین در تیم ملی فوتبال زیر ۲۳ سال عراق بازی کرده‌است.